# 厄农映射

a = 1.4、b = 0.3时的厄农吸引子

厄农映射（英語：Hénon map）是一种可以产生混沌现象的离散时间动态系统，其迭代表达式为：
{\displaystyle {\begin{cases}x_{n+1}=1-ax_{n}^{2}+y_{n}\\y_{n+1}=bx_{n}.\end{cases}}}
在经典厄农映射中，参数值分别取为a = 1.4及b = 0.3。此时，系统表现出混沌现象。而当a与b取其他不同值时，系统可表现为混沌现象、阵发性现象，或收敛至周期点。通过轨道图可以看出不同参数下系统的行为特征。
厄农映射是由法国数学家米歇尔·厄农提出的，以此作为洛伦茨模型的庞加莱截面的简化模型。对经典厄农映射而言，任意初始点或趋向厄农奇异吸引子，或发散至无穷大。厄农吸引子具有分形结构，其在一个方向上连续，另一个方向上则为一个康托尔集。数值计算表明经典厄农吸引子的关联维数为1.25 ± 0.02，豪斯多夫维数为1.261 ± 0.003。